# Peptostreptococcaceae
As Peptostreptococcaceae são uma família de bactérias Gram-positivas da classe Clostridia.
Parece estar super representadao no intestino de pacientes com câncer colorretal.